# 길거리 괴롭힘

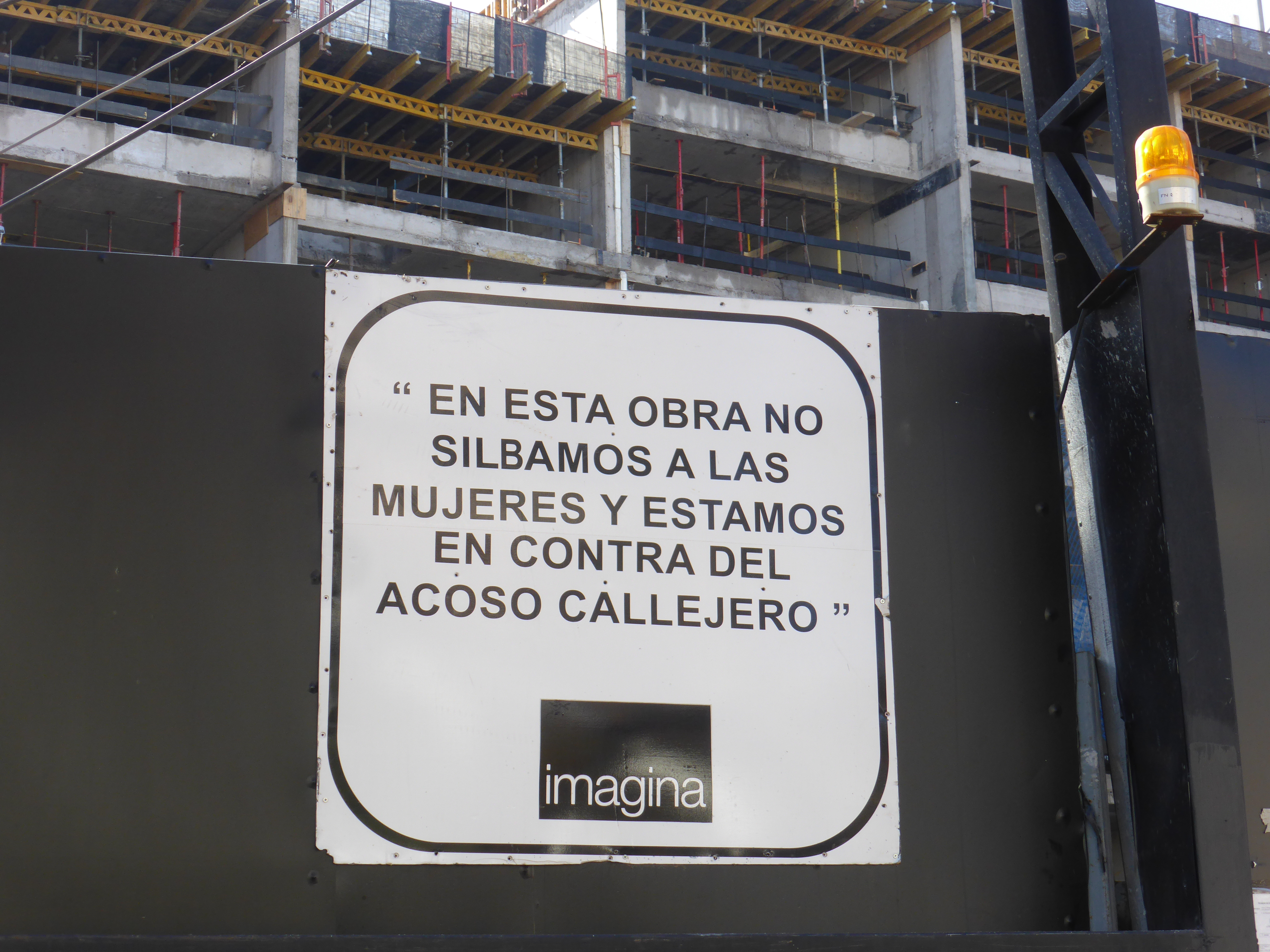
"이 작업에서 우리는 여성에게 휘파람을 불지 않으며 거리 괴롭힘에 반대합니다." 2020년 칠레 산티아고의 한 건설 현장의 포스터.

길거리 괴롭힘은 거리, 쇼핑몰, 대중교통 등의 공공장소에서 원치 않는 성적인 발언, 자극적인 몸짓, 경적 울리기, 늑대 휘파람, 외설적인 노출, 스토킹, 지속적인 성적인 접근, 낯선 사람에 의한 만지기 등으로 구성된 성희롱의 한 형태이다.
길거리 괴롭힘은 성적인 의미가 있는 행동이나 댓글에 국한되지 않는다. 거리 괴롭힘은 종종 동성애 혐오와 트랜스포비아 비방, 인종, 종교, 계급, 민족성, 장애에 대한 혐오 발언을 포함한다. 이 관행은 권력과 통제에 뿌리를 두고 있으며 종종 사회적 차별의 반영이며 때때로 관심이나 애정 표현의 기회의 부족(예: 사회적 상호작용을 할 수 없는 것)에서 기인한다고 주장되어 왔다.
모든 성별의 사람들이 길거리 괴롭힘의 대상이 될 수 있지만, 여성들은 훨씬 더 일반적으로 남성들에 의한 괴롭힘의 희생자들이다. 하버드 법 리뷰(1993)에 따르면, 길거리 괴롭힘은 주로 남성인 낯선 사람들이 공공장소에서 여성에게 행하는 괴롭힘으로 간주된다.
Stop Street Harassment의 설립자에 따르면, 길거리 괴롭힘은 "키스하는 소리", " 시선", "성적으로 노골적이지 않은 의견"과 같은 신체적으로 무해한 행동에서부터 스토킹, 신체 노출, 붙잡기, 성폭행, 강간과 같은 "더 위협적인 행동"에 이르기까지 다양하다.